# 절대무적 라이징오
절대무적 라이징오(일본어: 絶対無敵ライジンオー 젯타이무테키 라이징오[*])는 앨드런 시리즈 1기 작품으로 TV 도쿄에서 1991년 4월 3일부터 1992년 3월 25일까지 방영되었다. 대한민국에서는 1993년에는 비디오로 발매된 바 있으며. 1998년 MBC를 통해 첫방영되었다, 2000년 투니버스를 통해 재방영되었다.

## 줄거리
모든 차원을 지배하려 하는 쟈크 제국이 제5차원으로부터 쳐들어온다. 빛의 전사 엘드란과 그의 로봇, 라이징오는 이에 대항해 싸우지만, 상처를 입고 지구에 낙하한다. 그곳에는 5학년 3반의 아이들이 남아 공부하고 있었다. 격돌의 순간, 아이들은 이상한 공간으로 빨려들어가게 된다. 그곳에서 엘드란은 쉬지 않으면 안된다. 그래서 자신을 대신해 지구를 지키도록 아이들에게 부탁한다. 이때부터 5학년 3반 아이들은 쟈크 제국이 쳐들어 올 때마다 라이징오를 출동시키는 5학년 3반 지구방위대로 탄생하게 되는데...

## 등장인물
- 휴우가 진 (MBC-똘이, 비디오-진) / 성우 : 마츠모토 리카/최수민

이 작품의 주인공으로 장난을 좋아하는 소년이다. 축구를 매우 잘 하며, 조종하는 로봇은 인간을 모티브로 한 검왕(검투왕)이다. 라이징오의 메인 파일럿이기도 함.
- 츠키시로 아스카 (차돌이, 비디오-강) / 성우 : 이와츠보 리에

준수한 외모에 공부를 굉장히 잘 한다. 공부와 지구를 구하는 것 사이에서 고민한 적도 있으나 시험을 포기하고 전투에 참가했다. 차분한 성격이다. 로봇은 봉황새 형태의 봉왕(봉황왕)이다.
- 호시야마 코우지 (별이, 비디오 - 홍이) / 성우 : 마루타 마리

진의 소꿉친구이다. 약간 겁이 많지만, 착하고 평화를 사랑하는 소년이다. 로봇은 사자 형태의 수왕(사자왕)을 조종한다.
- 시노다 슌타로 (동방선생, 비디오- 왕선생) / 성우 : 야나다 키요유키/최원형

진의 담임선생님이며, 히메키 선생님을 자신의 신부로 여길 정도로 짝사랑한다. 좋아하는 음식은 라면.
- 히메키 루루코 (백설 선생)/ 성우 : 하야시바라 메구미

왕선생이 짝사랑하는 학교의 양호 선생님. 시노다 선생님의 추근거림을 별로 싫어하지는 않는 것 같다. 곧은 성격에 예의가 바르며, 애들을 잘 챙겨주고 상담도 잘 해주기 때문인지 애들에게 인기가 많다.
- 시라토리 마리아 (마리, 비디오 - 잔디) / 성우 : 요시다 코나미

5학년 3반의 부반장. 야무진 성격 때문에 진과 마찰을 빚는 경우가 잦다. 마리아의 메달로 라이징오의 사령실이 발동된다. 사령실에서의 역할은 사령관.
- 쿠리키 요코 (쿠키) / 성우 : 이와츠보 리에

레이코와 몸집이 비슷한 여자아이로, 보통 '쿠키'라고 부른다. 성격은 온순하며, 라이징오 팀의 일원이다.
- 이케다 레이코 / 성우 : 스기모토 사오리

진의 친구로 키가 작은 여자아이이다. 맑고 순수한 성격을 가지고 있으며, 여자아이다운 귀여운 면모가 있다.
- 코지마 츠토무 (백비트)/ 성우 : 시마다 빈

라이징오팀의 일원으로 안경을 쓴 소년이다. 사령실에서는 주로 라이징오와 적의 움직임을 분석하는 역할을 한다. 착한 마음씨의 소유자로, 공부도 열심히 하는 모범생이다.
- 하루노 키라라 (별) / 성우 : 미나미 쿄코

라이징오팀의 멤버로 빨간색 머리카락을 가진 소녀이다. 그녀는 학교에서 뉴스를 진행하고 있으며, 장래에 뉴스 캐스터가 되는 걸 꿈꾸고 있다.
- 시마다 아이코 / 성우 : 사토 아이

라이징오 팀의 멤버이자 진의 친구. 일명 '러브'라 불리는 소녀이다. 성격은 착하고 순수한 편이며, 다른 멤버들에 비해 말이 별로 없어 꼭 필요한 말만 한다.
- 타케다 장관

- 마노 미키 / 성우 : 스기모토 사오리

진의 친구인 귀여운 소녀. 성격은 착하고 순수한 편이며, '싯포'라는 애완견을 기르고 있다.
- 오가와 요시아키 / 사토 치에

일명 '요파'라는 별명으로 불리는 소년으로, 진의 친구이다. 성격은 착한 편이며 진과 어울리는 일이 많다.
- 레오니 / 성우 : 타카노 우라라

아프리카 편에서 등장하는 소년. 아버지가 동물보호관이어서, 자신도 장래에 동물보호관이 되기를 꿈꾸고 있다.
- 베르제브 / 성우 : 야나다 키요유키/장정진

지구를 정복하기 위해 파견되었다. 자신의 임무가 라이징오에 의해 자꾸만 실패로 돌아가자 라이징오를 파괴하기 위해 그 정체를 찾아 다녔다. 처음에는 지구를 파괴하려고 했지만, 쟈크 황제가 자신을 죽이려 하자 결국 자신의 적이었던 아이들 쪽으로 돌아서게 된다.
- 파르제브 / 성우 : 하야시바라 메구미/최덕희

사악 파워를 강화시킬 뿐만 아니라 쟈크 사탄을 소환하는 베르제브의 요정이다.
- 타이다

- 악의 구슬 : 사악수(쟈크)가 되기 전의 알이라 할 수 있다. 사람들이 싫어하는 것을 찾아 사악수로 변한다.

- 와루사 / 성우 : 故 사사오카 시게조

사악 황제. 5차원 세계의 대왕이다. 3차원 세계인, 지구를 정복하려는 꿈을 가지고 있다. 마지막 회에서 베르제브에게 배신을 당한 후, 라이징오에게 최후를 맞는다.

## 특이사항
지구방위반 아이들 중 일부가 달려라 바우에서 성인이 된 모습으로 특별출연하였다.